# Lacanobia olivaceula
Lacanobia olivaceula là một loài bướm đêm trong họ Noctuidae.